# 714
714 (DCCXIV) var ett normalår som började en måndag i den julianska kalendern.

## Händelser

### Februari
- 28 februari – En jordbävning drabbar Syrien.

### Okänt datum
- En tibetansk invasion av Tangdynastin slås ned.
- Zaragoza erövras av en arabisk armé under ledning av Musa bin Nusayr.

## Födda
- Childerik III, kung av Frankerriket 743–751 (född omkring detta år, 717 eller 720)
- Stefan II, påve 752–757 (född detta eller nästa år)

## Avlidna
- 16 december – Pippin av Herstal, frankisk karolingisk maior domus 687–714.